# Ren Cancan
Ren Cancan (chinois : 任灿灿 ; pinyin : Rén Càncàn) est une boxeuse chinoise née le 26 avril 1986.

## Carrière
Sa carrière amateur est marquée par deux titres mondiaux à Qinhuangdao en 2012 et à Bridgetown en 2010 ainsi que par une médaille d'or aux Jeux asiatiques de Canton en 2010 et une médaille d'argent aux Jeux olympiques de Londres en 2012 dans la catégorie poids mouches.

## Palmarès

### Jeux olympiques
- Médaille d'argent en -51 kg en 2012 à Londres, Angleterre

### Championnats du monde de boxe amateur
- Médaille d'or en -51 kg en 2012 à Qinhuangdao, Chine
- Médaille d'or en -51 kg en 2010 à Bridgetown, Barbade

### Jeux asiatiques
- Médaille d'or en -51 kg, en 2010, à Canton, en Chine